# 林壽 (永樂丙戌進士)
林壽，福建福州府侯官县人，明朝政治人物、進士出身。

## 生平
永樂三年，福建乙酉乡试中舉。永樂四年，登丙戌科會試中進士，授鸿胪寺丞。